# سفارة السويد في بولندا
سفارة السويد في بولندا هي أرفع تمثيل دبلوماسي لدولة السويد لدى بولندا. تقع السفارة في وهي تهدف لتعزيز المصالح السويدية في بولندا.

## وصلات خارجية
- الموقع الرسمي
- قائمة سفارات السويد
- قائمة السفارات في بولندا